# Roger A. Brady

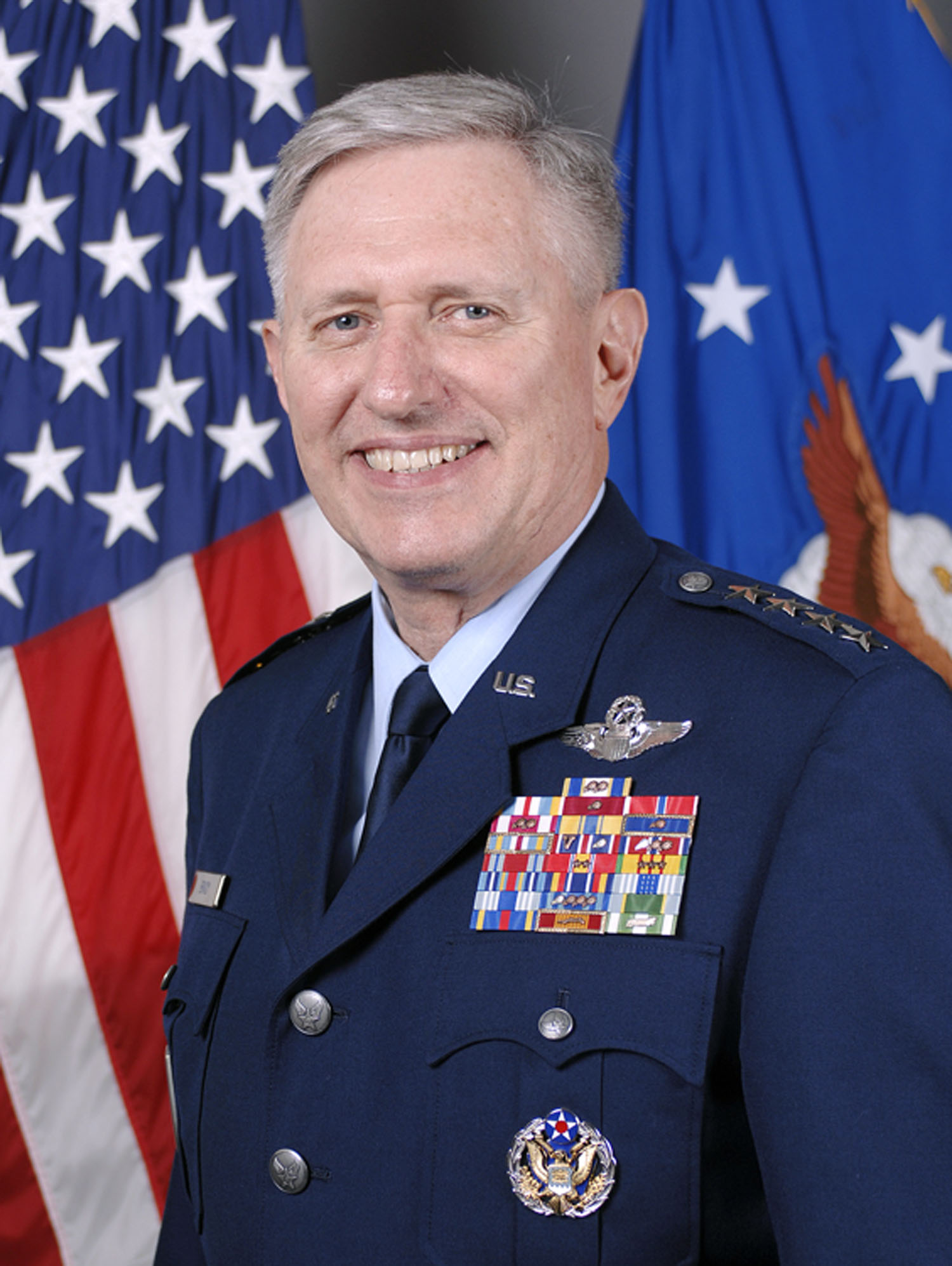
Brady

Roger Alan Brady (* 11. November 1946) ist ein General der United States Air Force und war als kommandierender Offizier u. a. für die Luftstreitkräfte in Europa verantwortlich.

## Leben
1968 erwarb er den Bachelor of Arts an der University of Oklahoma und 1969 den Master of Arts in Politikwissenschaft an der Colorado State University. Danach trat er der Air-Force bei und besuchte die Squadron Officer School auf der Maxwell Air Force Base in Alabama. Im Juli 1970 war er an der Da Nang Air Base in Südvietnam eingesetzt, wo er als Offizier bei der 20. Tactical Air Support Squadron eingesetzt war. 1988 war er am National War College bei Fort Lesley J. McNair in Washington, D.C. und nahm 1994 am Executive Program in Business Administration an der Columbia University teil. 1998 absolvierte er das Harvard Ukrainian National Security Program an der Harvard University. Am 13. Dezember 2010 ging er in den Ruhestand. Die offizielle Biographie nennt den 1. Februar 2011 als Datum des Eintritts in den Ruhestand.

## Auszeichnungen
Auswahl der Dekorationen, sortiert in Anlehnung der Order of Precedence of Military Awards:
- Defense Distinguished Service Medal
- Air Force Distinguished Service Medal (3 ×)
- Defense Superior Service Medal
- Legion of Merit (2 ×)
- Bronze Star
- Meritorious Service Medal (3 ×)
- Air Force Commendation Medal
- National Defense Service Medal (3 ×)
- Vietnam Service Medal (4 ×)